# Utrata
Utrata je řeka v Polsku nacházející se v Mazovském vojvodství, na rovině Łowicko-Błońské, pravý přítok Bzury. Pramení na severních svazích Ravské vysočiny na jih od obce Kaleń a Żelechów. Ústí řeky se nachází v Sochaczewě. Řeka ústí do Bzury na 26. km jejího toku. Utrata je jednou z nejvíce znečistěných řek v Mazovském vojvodství.

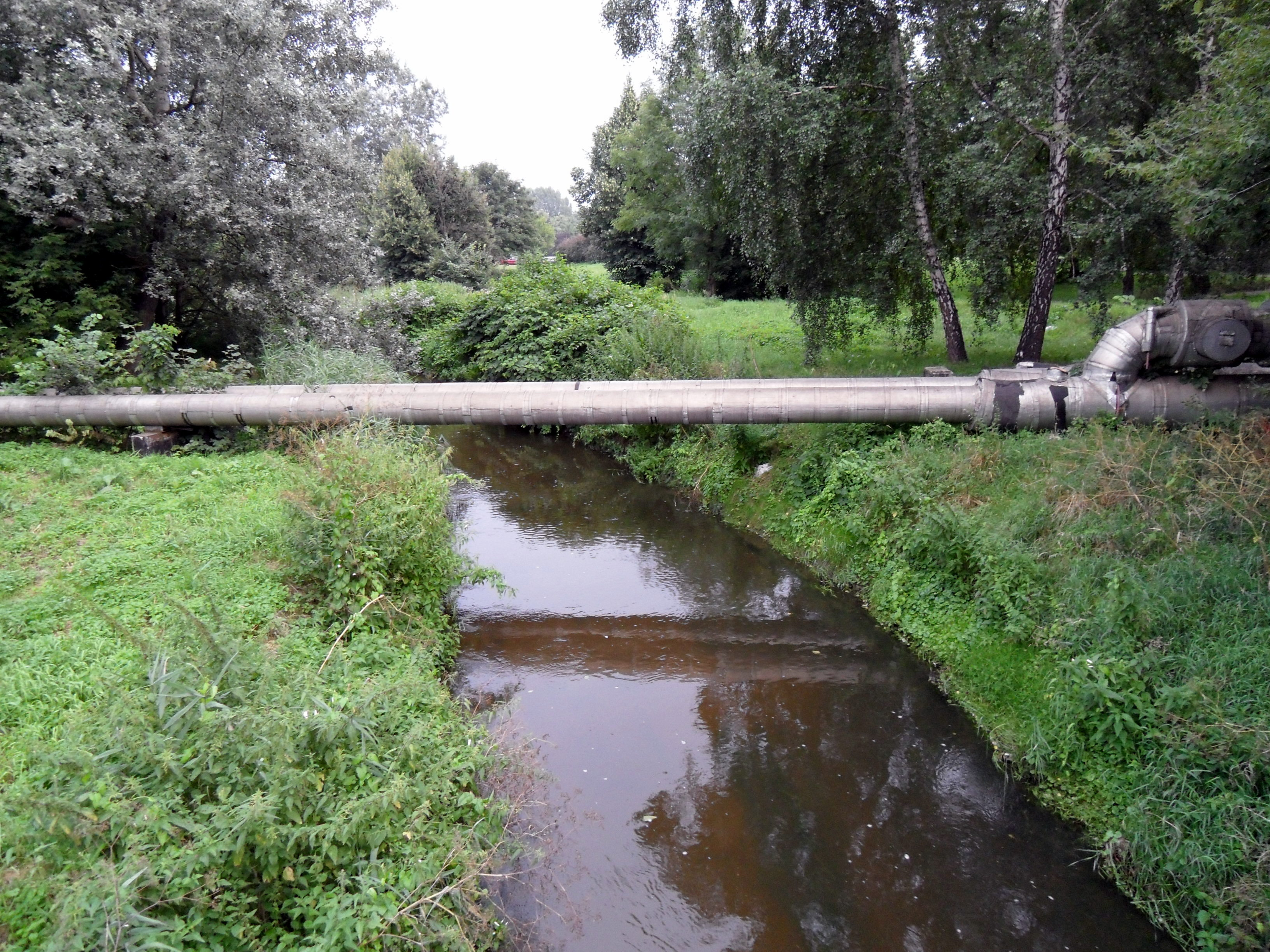
Utrata u železničního mostu v Pruszkówě

V historický pramenech se dochovaly různé názvy pro řeku Utratu. Ve středověku se jí nejdříve říkalo Nrowa, později – Mrowa (odtud pravděpodobná názva obce Mroków, kterou řeka protéká). Navíc se vyskytly i jiné názvy řeky např. Pisa, Rżewa a Krzywda. Teprve v 18. století začala být označována současným názvem Utrata.
Přítoky:
- (P) Korytnica
- (L) Teresinka
- (L) Rokitnica
  - (L) Mrowna
  - (L) Rokicianka
- (L) Zimna Woda
- (P) Żbikówka
- (P) Regułka
- (P) Raszynka